# Adje
Adje, pseudonimo di Julmar Simons (Amsterdam, 2 ottobre 1982), è un rapper olandese di origini surinamesi e del Curaçao.

## Biografia
Vossig (2013), primo album in studio, ha esordito al 14º posto delle Dutch Charts. Il disco successivo Streetknowledge (2017) si è fermato anch'esso nella top 15 della classifica olandese. Alles groot (2018) e Boyz in de Hood 2 (2021) si sono classificati rispettivamente in 12ª e 7ª posizione della graduatoria LP olandese.
Legacy (2022) è stato il suo quinto disco a raggiungere la top twenty olandese.

## Discografia

### Album in studio
- 2013 – Vossig
- 2017 – Streetknowledge
- 2018 – Alles groot (con Architrackz)
- 2018 – Base (con Roselilah)
- 2021 – Boyz in de Hood 2 (con Hef e Crooks)
- 2022 – Legacy (con Reverse)
- 2024 – Authentic

### Singoli
- 2015 – Dat nu (con Big2, Cho, Dio e MacroManiac)
- 2016 – Op die klit (con Dyna)
- 2016 – Maradona (feat. Josylvio)
- 2016 – I Don't Wanna
- 2016 – Blessing met een curse
- 2017 – Whippen (con Dinero e Bko)
- 2017 – Squeeze (con GlowInTheDark)
- 2017 – Silence (con Architrackz)
- 2017 – Blauw (con Jermaine Niffer)
- 2017 – Coño (con Puri e Jhorrmountain)
- 2019 – Invest (con Jordan Miles e Lijpe)
- 2019 – Metelo (con Puri e Kilate Tesla feat. Dopebwoy)
- 2019 – Voel je vrij (con Johnny 500 e Jozo)
- 2019 – Prepago (con Architrackz)
- 2019 – Fck Dat (con Stepherd e Saffeh)
- 2019 – Chocolate (con Robin Roxette e Alex Sargo)
- 2020 – Stinki (con Chaika e Getamilli)
- 2020 – Coca (con Jermaine Niffer)
- 2020 – Guap on My Name (con Diztortion)
- 2020 – Loco (con YannO e Puri)
- 2020 – Dopegame (con DJ D-Train ed Elliven)
- 2020 – Bittere eind (con Blake)
- 2020 – Dichtbij (con Cor e Hakmadafack)
- 2020 – Huisfeestje (con Alex Fargo e Architrackz)
- 2021 – About That (con Chardy e Absi)
- 2021 – Program (con Avedon feat. Donnie)
- 2021 – Terug naar toen (con Cor e Reverse)
- 2021 – Niet doen alsof (con Hef e Crooks)
- 2021 – 3 soldaten (con Hef e Crooks)
- 2021 – Bonjour (con DJ Flash e Jahyanai)
- 2022 – Geen crisis (con Reverse feat. Idaly)
- 2022 – Shen shen ta (con Mosta Man feat. Dindi Spray & Gedi1000)
- 2022 – Waardeer je (con Reverse feat. Giniio & Cor)
- 2022 – Vamonos (con Bizzey)
- 2022 – Koude dagen (con D.Sel e Architrackz)
- 2022 – Uno (con Jorda e Dixson Waz)
- 2022 – Coke Deals (con Rich2Gether e Kempi)
- 2022 – XXX (con Rbdjan e Puri)
- 2022 – Caramel
- 2022 – Komnaarmetoe (con Ibranovski e Willie Wartaal)
- 2023 – Completa (con Afro Bros ed Enmeris)
- 2023 – Cuerpo (con Puri e Bokoesam)
- 2023 – Lang niet gezien (con Turfy Gang)
- 2023 – Leak
- 2024 – Zonnepitten
- 2024 – Nieuwe slotjes
- 2024 – We zijn erbij (con Esmee Joanna)
- 2024 – Top View Freestyle (con Cho)
- 2024 – Tokkoh (con Diaz & Bruno e Poke)
- 2024 – Boss Bish (con Cho)